# 17967 Bacampbell
A 17967 Bacampbell (ideiglenes jelöléssel 1999 JT45) a Naprendszer kisbolygóövében található aszteroida. A LINEAR projekt keretében fedezték fel 1999. május 10-én.